# Tiberio (nome)
Tiberio  è un nome proprio di persona italiano maschile.

## Varianti
- Alterati: Tiberino[1]
- Femminili: Tiberia
  - Alterati: Tiberina

### Varianti in altre lingue
- Catalano: Tiberi
- Croato: Tiberije
- Francese: Tibère
- Islandese: Tíberíus
- Latino: Tiberius[2][3]
- Lettone: Tibērijs
- Lituano: Tiberijus
- Polacco: Tyberiusz
- Portoghese: Tibério
- Rumeno: Tiberiu[2]
- Sloveno: Tiberij
- Spagnolo: Tiberio
- Ungherese: Tibériusz

## Origine e diffusione

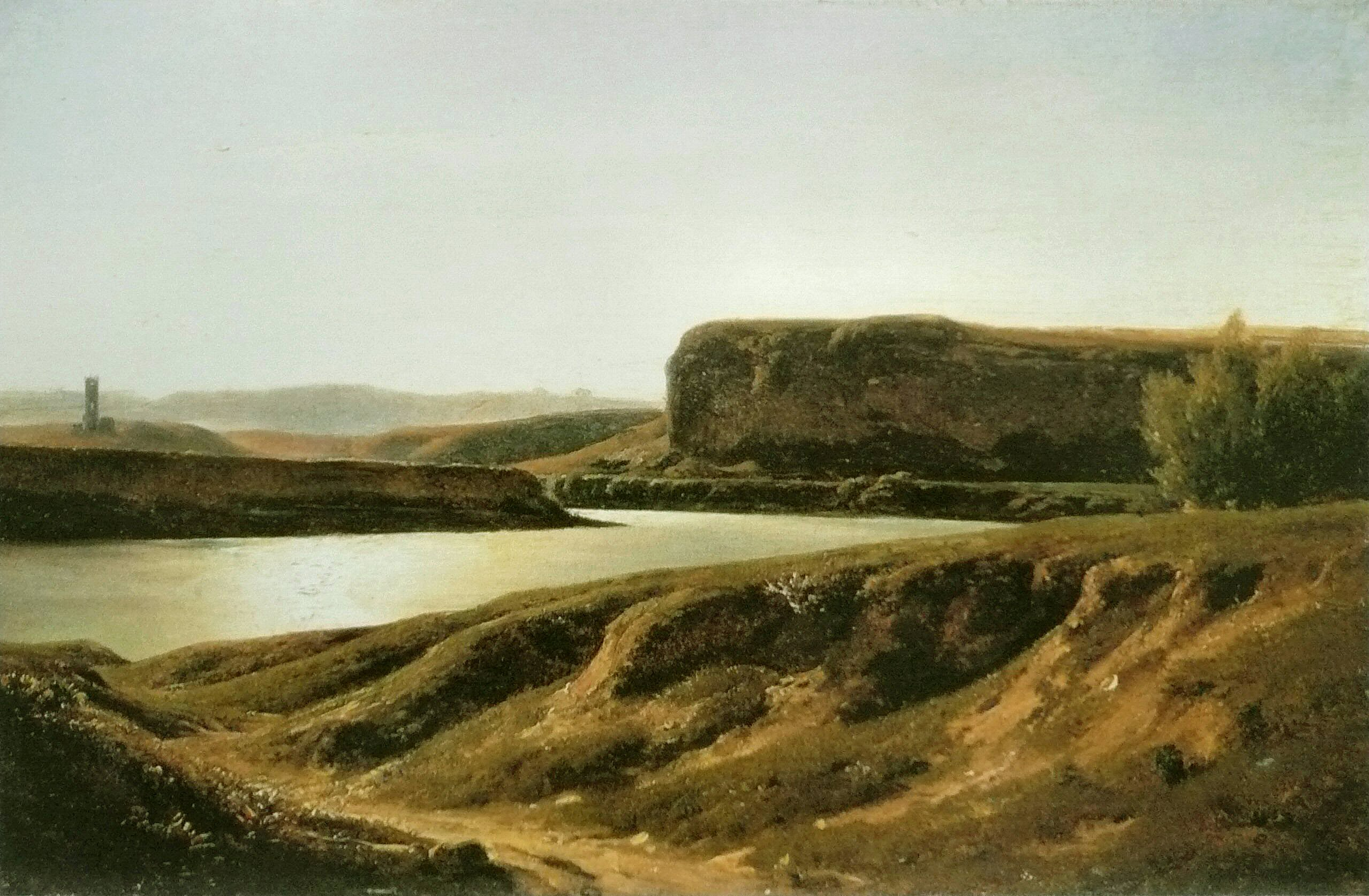
Veduta del Tevere con Tor di Quinto, di André Giroux

Deriva dall'antico praenomen latino Tiberius, basato su Tiberis, nome latino del Tevere e del dio fluviale che lo personificava; il significato è pertanto "del Tevere", "proveniente dal Tevere", "consacrato al dio Tevere".

## Onomastico
L'onomastico si può festeggiare in memoria di diversi santi, commemorati nelle date seguenti:
- 24 aprile, san Tiberio, soldato della Legione Tebea e martire con Giorgio e Maurizio a Pinerolo[3]
- 9 agosto, san Tiberio, martire in Oriente[3]
- 10 novembre, san Tiberio d'Agde, martire con Modesto e Fiorenza sotto Diocleziano[3][4]

## Persone

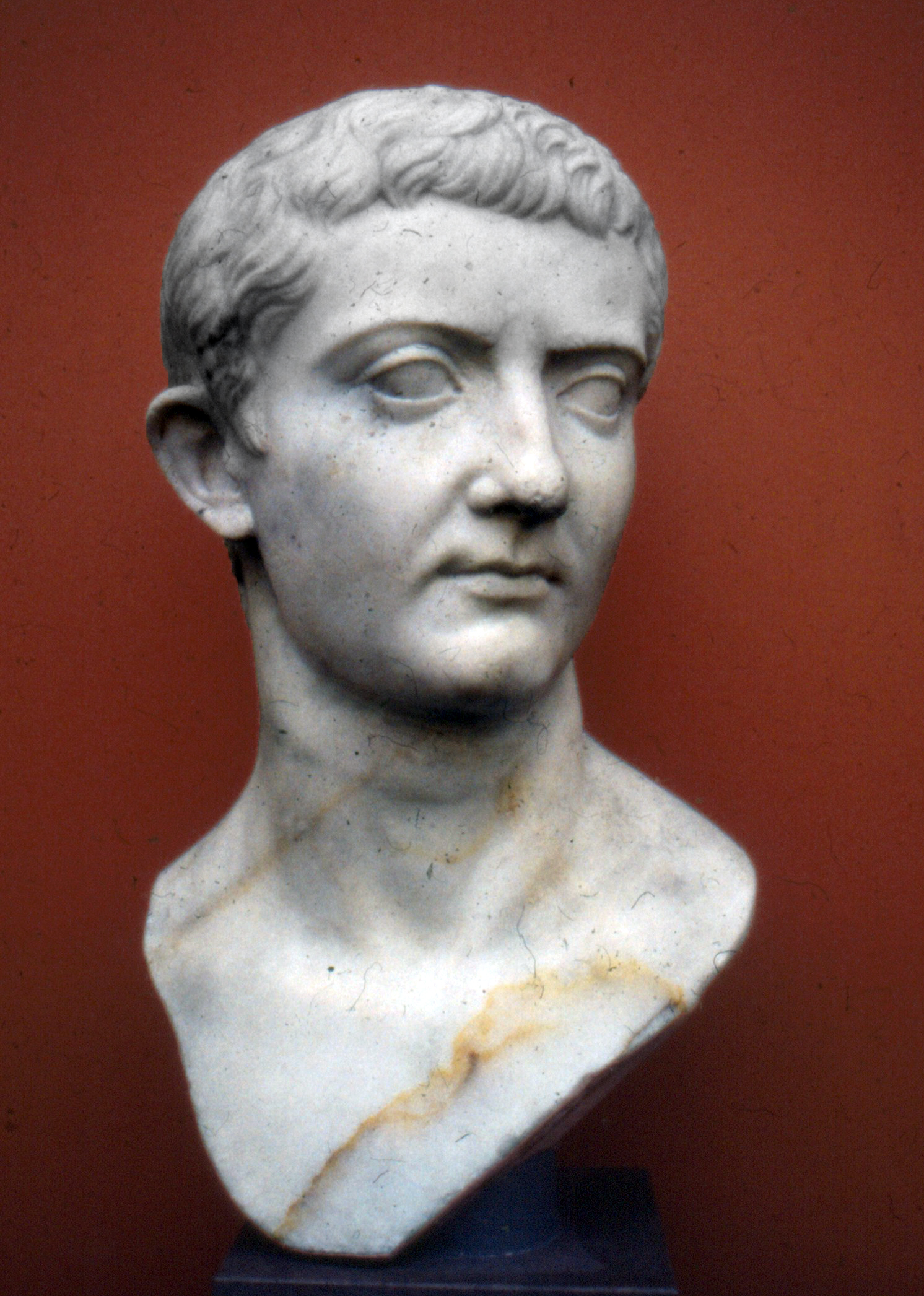
Tiberio

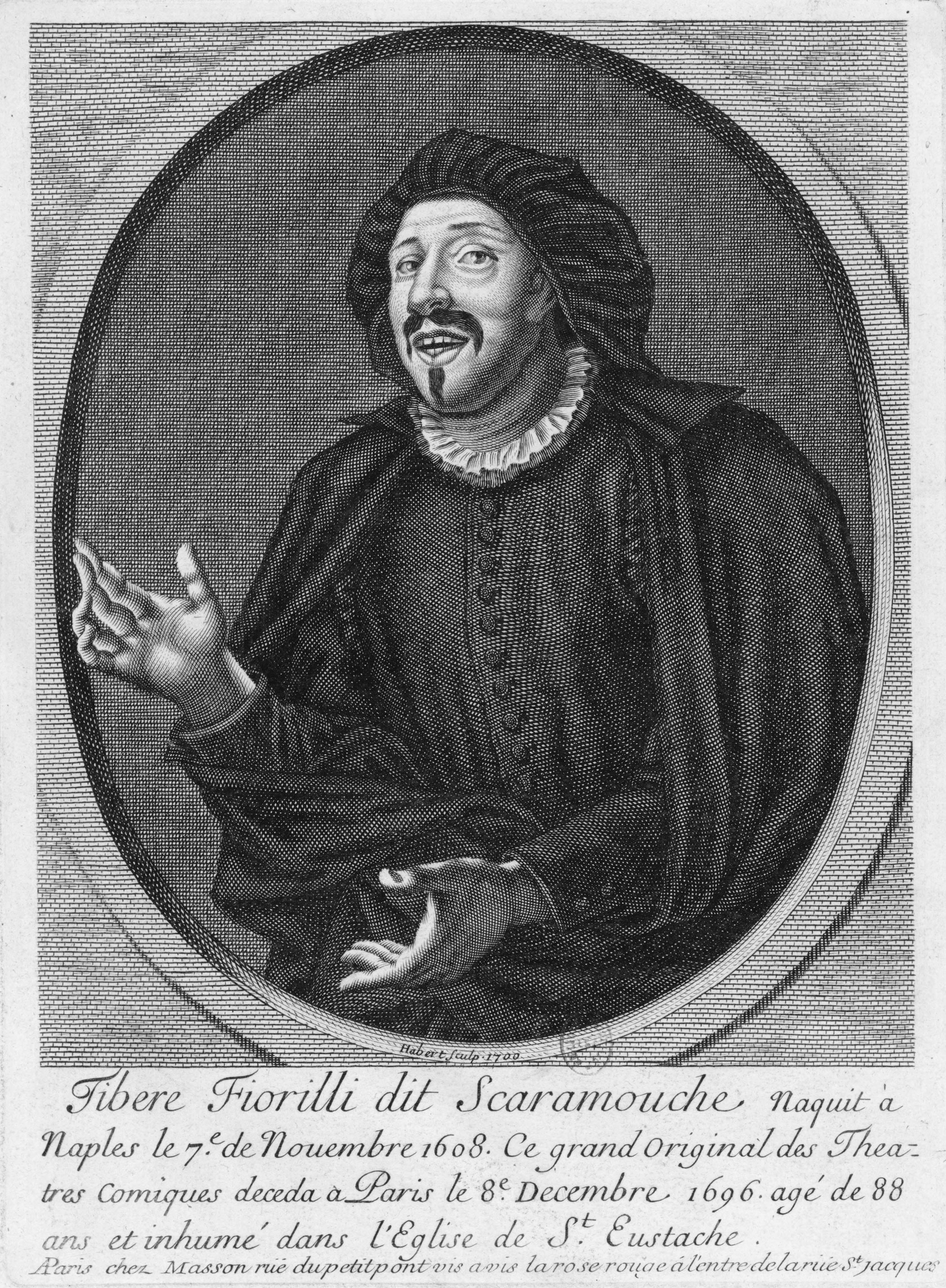
Tiberio Fiorilli

- Tiberio Gracco, politico romano - tribuno delle plebe
- Tiberio Claudio Nerone, padre dell'imperatore Tiberio
- Tiberio Claudio Nerone, meglio noto come Tiberio, imperatore romano
- Tiberio Claudio Druso, meglio noto come Claudio, imperatore romano
- Tiberio Claudio Nerone, meglio noto come Nerone, imperatore romano
- Tiberio II Costantino, imperatore di Bisanzio dal 574 al 582
- Tiberio Alfarano, letterato, storico dell'arte e sacerdote italiano
- Tiberio Condello, attore, scrittore e poeta italiano
- Tiberio Deciani, giurista e penalista italiano
- Tiberio Fazioli, in arte Fasma, rapper e cantautore italiano
- Tiberio Fiorilli, attore teatrale italiano
- Tiberio Gambaruti, letterato e giureconsulto italiano
- Tiberio Mitri,  pugile e attore italiano
- Tiberio Murgia, attore italiano
- Tiberio Timperi, conduttore televisivo, giornalista e autore televisivo italiano
- Tiberio Tinelli, pittore italiano
- Tiberio Titi, pittore italiano

### Variante Tiberiu
- Tiberiu Bălan, calciatore rumeno
- Tiberiu Dolniceanu, schermidore rumeno
- Tiberiu Ghioane, calciatore rumeno
- Tiberiu Popoviciu, matematico rumeno

## Il nome nelle arti
- James Tiberius Kirk è il comandante dell'astronave Enterprise nella serie televisiva Star Trek.
- Tiberio Braschi è uno dei personaggi principali del film del 1958 I soliti ignoti e del film del 1985 I soliti ignoti vent'anni dopo.
- Tiberiu Manescu è un personaggio del film del 2006 A Est di Bucarest, diretto da Corneliu Porumboiu.
- Tiberiu Bulat è un personaggio del film del 2008 Punisher - Zona di guerra, diretto da Lexi Alexander.
- Tiberius Stone è un personaggio dei fumetti Marvel Comics.